# 닉 로엡

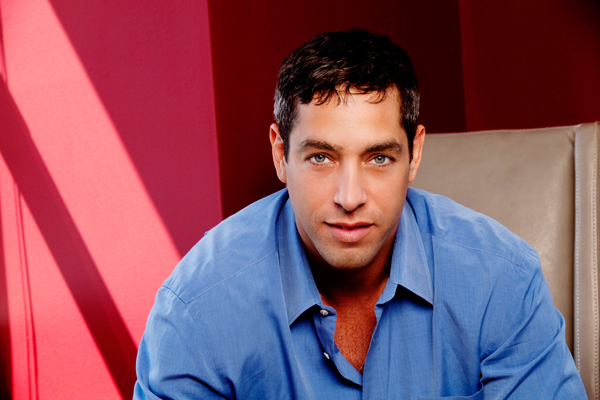

닉 로엡(Nick Loeb, 1975년 8월 2일 ~ )은 미국의 배우, 사업가이다.
미국에서 태어났다.

## 영화
- 아메리칸 브롤러 (2018년)
- 프레셔스 카고: 프로 범죄단 (2016년) - 앤드류 역
- 익스트랙션 (2015년) - 빈 역